# Eragrostis planiculmis
Eragrostis planiculmis là một loài thực vật có hoa trong họ Hòa thảo. Loài này được Nees mô tả khoa học đầu tiên năm 1841.